# Face 2 Face
Face 2 Face è un singolo del rapper statunitense Juice Wrld, pubblicato il 15 dicembre 2022 tramite le etichette Grade A Productions ed Interscope Records.

## Antefatti
Il brano è stato presentato ufficialmente l'8 dicembre 2022, a tre anni dalla morte di Higgins. La copertina del singolo è stata disegnata da Majinboof, che aveva già disegnato la copertina dell'album Goodbye & Good Riddance e dei singoli All Girls Are the Same, Lucid Dreams, Wasted e In My Head.

## Composizione
Su una produzione di chitarra acustica, Juice Wrld parla delle proprie lotte contro la paralisi nel sonno.

## Video musicale
Il video musicale del brano, diretto da Steve Cannon, è stato pubblicato il 15 dicembre 2022. Il video segue una giovane donna che trascorre le proprie notti da sola, vivendo un episodio di paralisi nel sonno. In linea con il testo della canzone, l'esperienza della donna è molto simile a quella di Juice Wrld, con molteplici spiriti maligni e una creatura che assomiglia al diavolo che appaiono nella sua stanza e incombono su di lei mentre giace paralizzata dalla paura; il video si conclude con la donna che si sveglia dall'episodio sotto shock, prima che la definizione di paralisi nel sonno venga visualizzata sullo schermo.

## Classifiche

### Classifiche settimanali
| Classifica (2022) | Posizione massima |
| ----------------- | ----------------- |
| Canada            | 82                |
| Nuova Zelanda     | 7                 |
| Regno Unito       | 40                |
| Stati Uniti       | 92                |